# 죽장초등학교 죽북분교
죽장초등학교 죽북분교는 대한민국 경상북도 포항시 북구 죽장면 합석길 7 (합덕리)에 있었던 공립 초등학교이다.

## 연혁
- 1930년 10월 13일 죽북공립보통학교 개교(설립인가 6월 17일)
- 1938년 4월 1일 죽북공립심상소학교로 개칭
- 1941년 4월 1일 죽북공립국민학교로 개칭
- 1996년 3월 1일 죽북초등학교로 개칭
- 1999년 2월 16일 제66회 졸업식(총 2656명)
- 1999년 3월 1일 죽장초등학교 죽북분교장으로 편입
- 2008년 3월 1일 죽장초등학교로 통합